# Dave Cash
 (novembre 2016).
Si vous disposez d'ouvrages ou d'articles de référence ou si vous connaissez des sites web de qualité traitant du thème abordé ici, merci de compléter l'article en donnant les références utiles à sa vérifiabilité et en les liant à la section « Notes et références ».
 (novembre 2016).
Pour les articles homonymes, voir Cash.
David Cash Jr., né le 11 juin 1948 à Utica (New York), est un joueur de baseball ayant évolué dans la Ligue nationale de 1969 à 1980 à la position de deuxième but pour les Pirates de Pittsburgh, les Phillies de Philadelphie, les Expos de Montréal et les Padres de San Diego. Il a remporté la Série mondiale avec les Pirates en 1971.

## Carrière
Dave Cash fut un choix de cinquième tour par les Pirates de Pittsburgh lors du repêchage amateur de 1966. Il rejoint l'équipe en septembre pour les derniers matchs de la saison. Au cours de ses trois saisons suivantes avec les Pirates, ses statistiques offensives sont très satisfaisantes et il prend part à la conquête de la Série mondiale face aux Orioles de Baltimore. Après la saison 1973, les Pirates l'échangent aux Phillies de Philadelphie, contre le lanceur Ken Brett.
Avec les Phillies de Philadelphie, Cash connaît trois des meilleures saisons de sa carrière, avec une moyenne au bâton de 300 en 1974 et de 305 l'année suivante. En 1975, ses 213 coups sûrs lui permettent de se placer en tête du classement des coups sûrs effectués dans une saison de la Ligue nationale. La saison suivante, il obtient 12 triples, également un record dans la ligue. Le 1er novembre 1976, il obtient son statut de joueur autonome avant de signer quelques semaines plus tard une entente avec les Expos de Montréal.
Dave Cash connaît une bonne saison avec les Expos en 1977, terminant avec une moyenne au bâton de 289 mais sa carrière commence à décliner par la suite. En 1979, son temps de jeu est réduit significativement. Les Expos l'échangent à la fin de la saison aux Padre de San Diego, avec lesquels il joue sa dernière saison.

## Statistiques offensives[1]
| Saisons régulières | Saisons régulières       | Saisons régulières | Saisons régulières | Saisons régulières | Saisons régulières | Saisons régulières | Saisons régulières | Saisons régulières | Saisons régulières | Saisons régulières |
| Années             | Équipes                  | G                  | AB                 | H                  | 2B                 | 3B                 | HR                 | P                  | RBI                | BA                 |
| ------------------ | ------------------------ | ------------------ | ------------------ | ------------------ | ------------------ | ------------------ | ------------------ | ------------------ | ------------------ | ------------------ |
| 1969-1973          | Pirates de Pittsburgh    | 420                | 1610               | 459                | 70                 | 17                 | 8                  | 234                | 127                | .285               |
| 1974-1976          | Phillies de Philadelphie | 484                | 2052               | 608                | 80                 | 26                 | 7                  | 292                | 171                | .296               |
| 1977-1979          | Expos de Montréal        | 388                | 1495               | 414                | 79                 | 11                 | 5                  | 181                | 105                | .277               |
| 1980               | Padres de San Diego      | 130                | 397                | 90                 | 14                 | 2                  | 1                  | 25                 | 23                 | .227               |
| TOTAUX             | TOTAUX                   | 1422               | 5554               | 1571               | 243                | 56                 | 21                 | 732                | 426                | .283               |

| Séries éliminatoires | Séries éliminatoires     | Séries éliminatoires | Séries éliminatoires | Séries éliminatoires | Séries éliminatoires | Séries éliminatoires | Séries éliminatoires | Séries éliminatoires | Séries éliminatoires | Séries éliminatoires | Séries éliminatoires |
| Années               | Équipes                  | Séries               | G                    | AB                   | H                    | 2B                   | 3B                   | HR                   | P                    | RBI                  | BA                   |
| -------------------- | ------------------------ | -------------------- | -------------------- | -------------------- | -------------------- | -------------------- | -------------------- | -------------------- | -------------------- | -------------------- | -------------------- |
| 1970                 | Pirates de Pittsburgh    | Ligue nationale      | 2                    | 8                    | 1                    | 1                    | 0                    | 0                    | 1                    | 0                    | .125                 |
| 1971                 | Pirates de Pittsburgh    | Ligue nationale      | 4                    | 19                   | 8                    | 2                    | 0                    | 0                    | 5                    | 1                    | .421                 |
| 1971                 | Pirates de Pittsburgh    | Série mondiale       | 7                    | 30                   | 4                    | 1                    | 0                    | 0                    | 2                    | 1                    | .133                 |
| 1972                 | Pirates de Pittsburgh    | Ligue nationale      | 5                    | 19                   | 4                    | 0                    | 0                    | 0                    | 0                    | 3                    | .211                 |
| 1976                 | Phillies de Philadelphie | Ligue nationale      | 3                    | 13                   | 4                    | 1                    | 0                    | 0                    | 1                    | 1                    | .308                 |
| TOTAUX               | TOTAUX                   | TOTAUX               | 21                   | 89                   | 21                   | 5                    | 0                    | 0                    | 9                    | 6                    | .236                 |

## Titres et honneurs
- Plus grand nombre de coups sûrs de la Ligue nationale en 1975 (213).
- Plus grand nombre de triples de la Ligue nationale en 1976 (12).
- Sur les équipes d'étoiles de la Ligue nationale (1974,1975,1976).
- Champion de la Série mondiale avec Pittsburgh (1971).